# Ekkehardiner
Die Ekkehardiner waren ein deutsches Adelsgeschlecht aus dem Thüringer Raum. Sie stellten von 985 bis zum Erlöschen des Geschlechts im Jahr 1046 die Markgrafen von Meißen.

## Ursprung
Der Stammsitz der Ekkehardiner oder zumindest eine wichtige Burg der Familie im Saale-Unstrut-Raum befand sich auf dem westlichen Ufer der Unstrut auf dem Kapellenberg in Kleinjena (1258 Teutonica Ihene, Deutschen Ihen, Deutsch Jena genannt im Gegensatz zum gegenüber auf der anderen Unstrutseite gelegenen Großjena, früher Wendisch Jena genannt). Die Lage ihres Erbgutes und anderen Besitzes, wie an der Kuckenburg oder an der Ekkhardsburg, verband sie einerseits fest mit Thüringen, andererseits herrschten sie ab 965 als Markgrafen über die Mark Meißen und zeitweise auch über das Land Bautzen, was ihre überragende Stellung begründete. Die Bestattung von Ekkehard I. in der urbs Gene dient bis heute als Argument für deren Stammburg bei Großjena oder Kleinjena (1002 urbe, quae Geniun dicitur, 1033 urbs geni). So steht in der Reichschronik Annalista Saxo, dass sich Ekkehard 1002 in sua urbe nomine Gene in parrochia Mogontiensi in loco ubi Sala et Unstrod confluunt, sepeliri fecit (in seiner Burg namens Gene in der Parochie Mainz an der Stelle, wo Saale und Unstrut zusammenfließen, begraben ließ).
Anhand des Leitnamens Ekkehard gelangte Eduard Hlawitschka zu dem Ergebnis, die Ekkehardiner seien eine Nebenlinie der Liudolfinger gewesen: Ekkehard († wohl 30. August 954) könnte ein Sohn des 936 gefallenen Ekkehard sein, der wiederum ein Enkel des Sachsenherzogs Otto des Erlauchten war. In den Schriftquellen wird jedoch keine verwandtschaftliche Beziehung erwähnt.

## Markgrafen von Meißen

### Gunther von Merseburg (965–982)
Gunther von Merseburg, der Sohn eines 949 erwähnten Grafen Ekkehard, war unter Otto I. im Jahre 965 zum Markgrafen von Meißen ernannt worden. Als Teilnehmer eines Italienzuges Ottos II. gegen die Sarazenen unter Emir Abu al-Qasim kam er am 13. Juli 982 in der Schlacht am Kap Colonna in Kalabrien ums Leben.

### Ekkehard I. (985–1002)
985 erhielt Ekkehard I., der Sohn Günthers, die Markgrafschaft Meißen.
Er bemühte sich nach dem Tod Ottos III. 1002 sogar um die Königswürde (siehe: Königswahl von 1002), wurde aber von der Gegenpartei im gleichen Jahr in der Pfalz Pöhlde ermordet.

### Gunzelin von Kuckenburg (1002–1009)
König Heinrich II. setzte zunächst Ekkehards Bruder Gunzelin als Markgrafen von Meißen ein, der jedoch einen Vorstoß von Bolesław I. von Polen auf Meißen und bis an die Elster nicht verhindern konnte. Durch Anklagen seiner beiden Neffen vor dem König setzte dieser den Markgrafen 1009 jedoch ab und setzte ihn gefangen. Eine unbestätigte Sage erzählt, er habe in der Gefangenschaft den Bewohnern des Schachdorfes Ströbeck das königliche Spiel beigebracht. Nach harten Kämpfen wurden die eroberten Gebiete zurückgewonnen und Ekkehards Söhne erhielten die Erbgüter, einschließlich der Eckartsburg und der Markgrafschaft Meißen: zuerst 1009 Hermann und nach seinem Tode 1038 sein Bruder Ekkehard II.

### Hermann I. (1009–1038)
Um 1010 hatten die Brüder unter Hermann I. ihren Sitz bei Kleinjena verlassen und am Ostufer der Saale eine „Neue Burg“ – heute Naumburg (Saale) – errichtet. Als folgenschwer erwies sich ihre Initiative, bei Almerich eine neue Saalefurt zu finden und die alte von Erfurt kommende und über Goseck weiterführende Fernstraße nach Leipzig, eine Königsstraße (Via Regia), auf das von ihnen kontrollierte Territorium rechts der Saale zu lenken und die Stadt Naumburg zu gründen. Beides sollte langfristig zum Erfolg führen. (Diese wichtige Handelsstraße stellte die Verbindung zwischen Westeuropa über Frankfurt a. M. und Erfurt mit Schlesien und Osteuropa her.)

### Ekkehard II. (1038–1046)

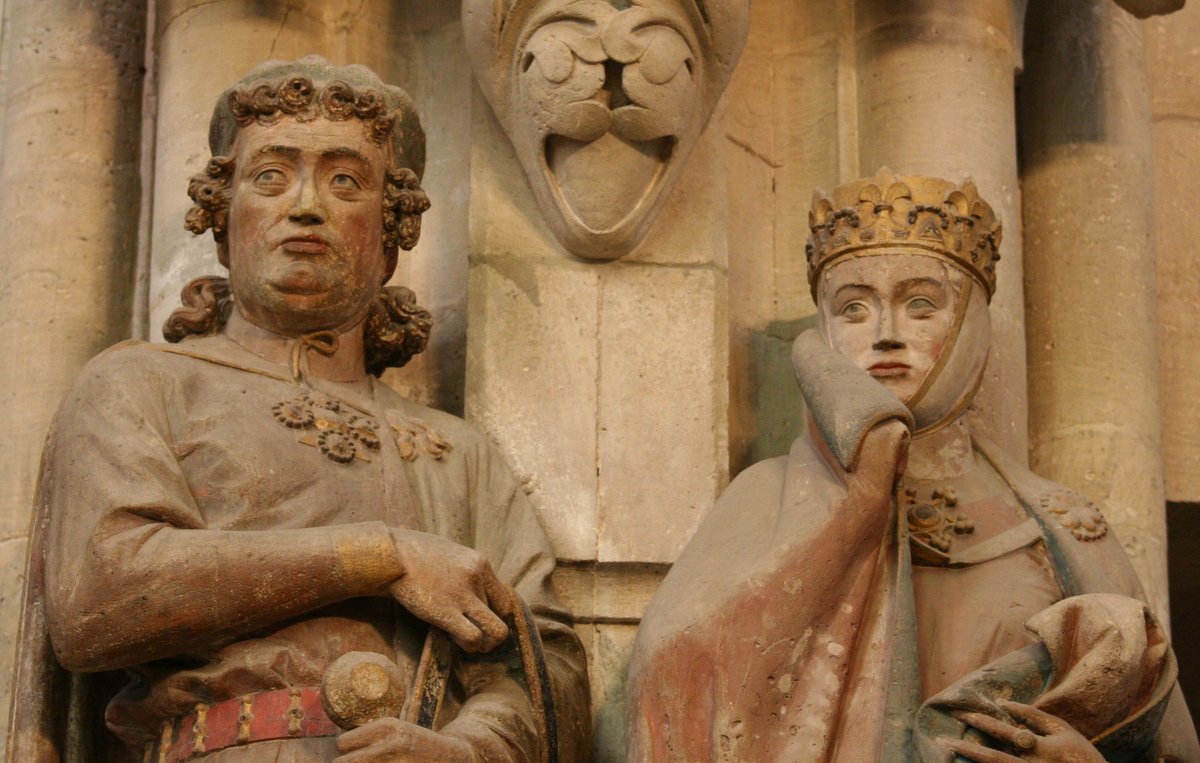
Stifterfiguren von Ekkehard II. und Uta im Naumburger Dom

Im Jahre 1046 starb mit Ekkehard II. das Geschlecht der Ekkehardiner aus. Diese Familie hatte einen großen Einfluss auf die Reichspolitik gehabt. Ihre Macht gründete sich auf kirchliche und Reichslehen, die sie zunehmend zu Erbgut umzuwandeln verstand. Auch zahlreiche Burgen wie die Eckartsburg auf der Finne bildeten ein unentbehrliches Gerüst ihrer Herrschaft. Im Naumburger Dom erinnern die künstlerisch hervorragenden Stifterfiguren (Ekkehard II. mit seiner Gemahlin Uta von Ballenstedt und Hermann mit seiner polnischen Ehefrau Reglindis) an die adlige Stifterfamilie.

## Stammliste
1. Ekkehard, † wohl 30. August 954, 949/950 Graf – vermutliche Vorfahren (Ekkehard, † 936) siehe Liudolfinger 
  1. Gunther von Merseburg, † 13. Juli 982 in der Schlacht am Kap Colonna bei Cotrone, 968–976 und 979–982 Markgraf im Bistum Merseburg, ging 979 nach Kalabrien ⚭ Dubrawka von Böhmen, auch Dubrava, Dobrava (* zwischen 925 und 931; † 977 in Polen), Tochter des böhmischen Přemysliden-Herzog Boleslav I. und der Biagota
    1. Ekkehard I., 976 bezeugt, † ermordet 30. April 1002 in Pöhlde, Graf, 985–1002 Markgraf von Meißen, Kandidat bei der Königswahl von 1002, gründet das Kloster Klein-Jena; ⚭ Schwanhild, † 26. November 1014, Witwe von Markgraf Thietmar, Tochter von Hermann Billung, Herzog in Sachsen, begraben im Kloster Jena, nach 1028 ins Georgskloster in Naumburg (Saale) überführt
      1. Liutgard, † 13. November 1012; ⚭ Januar 1003 Werner Graf von Walbeck, Markgraf der Nordmark, † 11. November 1014
      2. Hermann I., † 1038, 1007 Graf in Bautzen, 1009 Markgraf von Meißen, 1028 Graf im Hassegau und im Gau Chutizi, verlegt nach 1028 gemeinsam mit seinen Geschwistern das Kloster Klein-Jena nach Sankt Georg in Naumburg (Saale); ⚭ Sommer 1002 Regelinda, * 989, † nach 21. März 1016, Tochter des Boleslaw I. Chrobry, 992 Fürst und 1025 König von Polen (Piasten)
      3. Ekkehard II., 1009 bezeugt, † 24. Januar 1046, Graf im Gau Chutizi und in Burgward Teuchern, 1032 Markgraf der Lausitz, begraben in Naumburg (Saale); ⚭ Uta, † 23. Oktober ..., wohl Markgräfin Uta von Naumburg, Schwester des Esiko Graf im Schwabengau etc. (Askanier)
      4. Gunther, † 1. November 1025, vor 1001 königlicher Hofkaplan, 1009 königlicher Kanzler, 1024–1025 Erzbischof von Salzburg
      5. Eilward, † 24. November 1023, königlicher Hofkaplan, 1016–1023 Bischof von Meißen
      6. Mathilde; ⚭ Dietrich I., † ermordet 19. November 1034, 1017 Graf in Eilenburg, 1021 Graf im Hassegau, Markgraf der Lausitz
      7. Oda, † 1025; ⚭ 3. Februar 1018 auf Burg Cziczani Boleslaw I. Chrobry, 992 Fürst und 1025 König von Polen, † 17. Juni 1025 (Piasten)

    2. Gunzelin, † nach 1017, Markgraf von Meißen 1002–1009, abgesetzt
    3. Brun, Graf 1009

- Gunther, Bischof von Bamberg, * 1025 als letzter der Ekkehardiner, 1054 Reichskanzler, Berater der Kaiserin Agnes, 1057 Bischof von Bamberg, † 23. Juli 1065.